# 1926年
1926年（1926 ねん）は、西暦（グレゴリオ暦）による、金曜日から始まる平年。大正15年/昭和元年。

## 他の紀年法
- 干支 ： 丙寅
- 日本（月日は一致）
  - 大正15年（1月1日 - 12月25日）
  - 昭和元年（12月25日 - 12月31日）
  - 皇紀2586年
- 中国（月日は一致）
  - 中華民国15年
- 朝鮮（月日は一致）
  - 檀紀4259年
  - 主体15年
- 阮朝（ベトナム）
  - 啓定10年11月17日 - 12月30日
  - 保大元年1月1日 - 11月27日
- モンゴル人民共和国（月日は一致）
  - モンゴル人民共和国16年
- 仏滅紀元：2468年 - 2469年
- イスラム暦：1344年6月16日 - 1345年6月25日
- ユダヤ暦：5686年4月15日 - 5687年4月26日
- 修正ユリウス日 (MJD) ：24516 - 24880
- リリウス日 (LD) ：125357 - 125721

※檀紀は、大韓民国で1948年に法的根拠を与えられたが、1962年からは公式な場では使用されていない。

※主体暦は、朝鮮民主主義人民共和国で1997年に制定された。

## カレンダー
| 1月 |    |    |    |    |    |    |
| 日  | 月 | 火 | 水 | 木 | 金 | 土 |
|     |    |    |    |    | 1  | 2  |
| 3   | 4  | 5  | 6  | 7  | 8  | 9  |
| 10  | 11 | 12 | 13 | 14 | 15 | 16 |
| 17  | 18 | 19 | 20 | 21 | 22 | 23 |
| 24  | 25 | 26 | 27 | 28 | 29 | 30 |
| 31  |    |    |    |    |    |    |
|     |    |    |    |    |    |    |

| 2月 |    |    |    |    |    |    |
| 日  | 月 | 火 | 水 | 木 | 金 | 土 |
|     | 1  | 2  | 3  | 4  | 5  | 6  |
| 7   | 8  | 9  | 10 | 11 | 12 | 13 |
| 14  | 15 | 16 | 17 | 18 | 19 | 20 |
| 21  | 22 | 23 | 24 | 25 | 26 | 27 |
| 28  |    |    |    |    |    |    |
|     |    |    |    |    |    |    |

| 3月 |    |    |    |    |    |    |
| 日  | 月 | 火 | 水 | 木 | 金 | 土 |
|     | 1  | 2  | 3  | 4  | 5  | 6  |
| 7   | 8  | 9  | 10 | 11 | 12 | 13 |
| 14  | 15 | 16 | 17 | 18 | 19 | 20 |
| 21  | 22 | 23 | 24 | 25 | 26 | 27 |
| 28  | 29 | 30 | 31 |    |    |    |
|     |    |    |    |    |    |    |

| 4月 |    |    |    |    |    |    |
| 日  | 月 | 火 | 水 | 木 | 金 | 土 |
|     |    |    |    | 1  | 2  | 3  |
| 4   | 5  | 6  | 7  | 8  | 9  | 10 |
| 11  | 12 | 13 | 14 | 15 | 16 | 17 |
| 18  | 19 | 20 | 21 | 22 | 23 | 24 |
| 25  | 26 | 27 | 28 | 29 | 30 |    |
|     |    |    |    |    |    |    |

| 5月 |    |    |    |    |    |    |
| 日  | 月 | 火 | 水 | 木 | 金 | 土 |
|     |    |    |    |    |    | 1  |
| 2   | 3  | 4  | 5  | 6  | 7  | 8  |
| 9   | 10 | 11 | 12 | 13 | 14 | 15 |
| 16  | 17 | 18 | 19 | 20 | 21 | 22 |
| 23  | 24 | 25 | 26 | 27 | 28 | 29 |
| 30  | 31 |    |    |    |    |    |
|     |    |    |    |    |    |    |

| 6月 |    |    |    |    |    |    |
| 日  | 月 | 火 | 水 | 木 | 金 | 土 |
|     |    | 1  | 2  | 3  | 4  | 5  |
| 6   | 7  | 8  | 9  | 10 | 11 | 12 |
| 13  | 14 | 15 | 16 | 17 | 18 | 19 |
| 20  | 21 | 22 | 23 | 24 | 25 | 26 |
| 27  | 28 | 29 | 30 |    |    |    |
|     |    |    |    |    |    |    |

| 7月 |    |    |    |    |    |    |
| 日  | 月 | 火 | 水 | 木 | 金 | 土 |
|     |    |    |    | 1  | 2  | 3  |
| 4   | 5  | 6  | 7  | 8  | 9  | 10 |
| 11  | 12 | 13 | 14 | 15 | 16 | 17 |
| 18  | 19 | 20 | 21 | 22 | 23 | 24 |
| 25  | 26 | 27 | 28 | 29 | 30 | 31 |
|     |    |    |    |    |    |    |

| 8月 |    |    |    |    |    |    |
| 日  | 月 | 火 | 水 | 木 | 金 | 土 |
| 1   | 2  | 3  | 4  | 5  | 6  | 7  |
| 8   | 9  | 10 | 11 | 12 | 13 | 14 |
| 15  | 16 | 17 | 18 | 19 | 20 | 21 |
| 22  | 23 | 24 | 25 | 26 | 27 | 28 |
| 29  | 30 | 31 |    |    |    |    |
|     |    |    |    |    |    |    |

| 9月 |    |    |    |    |    |    |
| 日  | 月 | 火 | 水 | 木 | 金 | 土 |
|     |    |    | 1  | 2  | 3  | 4  |
| 5   | 6  | 7  | 8  | 9  | 10 | 11 |
| 12  | 13 | 14 | 15 | 16 | 17 | 18 |
| 19  | 20 | 21 | 22 | 23 | 24 | 25 |
| 26  | 27 | 28 | 29 | 30 |    |    |
|     |    |    |    |    |    |    |

| 10月 |    |    |    |    |    |    |
| 日   | 月 | 火 | 水 | 木 | 金 | 土 |
|      |    |    |    |    | 1  | 2  |
| 3    | 4  | 5  | 6  | 7  | 8  | 9  |
| 10   | 11 | 12 | 13 | 14 | 15 | 16 |
| 17   | 18 | 19 | 20 | 21 | 22 | 23 |
| 24   | 25 | 26 | 27 | 28 | 29 | 30 |
| 31   |    |    |    |    |    |    |
|      |    |    |    |    |    |    |

| 11月 |    |    |    |    |    |    |
| 日   | 月 | 火 | 水 | 木 | 金 | 土 |
|      | 1  | 2  | 3  | 4  | 5  | 6  |
| 7    | 8  | 9  | 10 | 11 | 12 | 13 |
| 14   | 15 | 16 | 17 | 18 | 19 | 20 |
| 21   | 22 | 23 | 24 | 25 | 26 | 27 |
| 28   | 29 | 30 |    |    |    |    |
|      |    |    |    |    |    |    |

| 12月 |    |    |    |    |    |    |
| 日   | 月 | 火 | 水 | 木 | 金 | 土 |
|      |    |    | 1  | 2  | 3  | 4  |
| 5    | 6  | 7  | 8  | 9  | 10 | 11 |
| 12   | 13 | 14 | 15 | 16 | 17 | 18 |
| 19   | 20 | 21 | 22 | 23 | 24 | 25 |
| 26   | 27 | 28 | 29 | 30 | 31 |    |
|      |    |    |    |    |    |    |

## できごと

### 1月
- 1月3日 - 木本事件
- 1月6日 - ルフトハンザ航空設立
- 1月12日 - 東洋レーヨン設立
- 1月15日 - 京都学連事件で初の治安維持法適用
- 1月26日 - スコットランドの技術者、ジョン・ロジー・ベアードがテレビジョン送受信の公開実験に成功。
- 1月28日 - 加藤高明内閣総辞職（首相死去）
- 1月30日 - 第1次若槻内閣成立
- 大坂相撲最後の本場所開催
- 「幼年倶楽部」創刊（野間清治）

### 2月
- 2月28日 - 松島遊郭疑獄発覚
- 東北帝国大学の八木秀次と宇田新太郎によって、八木・宇田アンテナが考案

### 3月
- 3月5日 - 労働農民党結成
- 3月5日 - 世界最初のSF専門誌『アメージング・ストーリーズ』創刊
- 3月16日 - ロバート・ゴダードが最初の液体燃料ロケットをアメリカマサチューセッツ州で発射する。[1]
- 3月20日 - 蔣介石が反共クーデターを起こす（中山艦事件）
- 3月25日 - 朴烈・金子文子夫妻が大逆罪によって死刑判決（朴烈事件）

### 4月
- 4月1日 - 東京無線局検見川送信所として開局。
- 4月3日 - 星製薬（後のテーオーシー）設立
- 4月20日 - 青年訓練所令公布
- 「アサヒカメラ」創刊
- 滝実業学校（愛知県江南市）開校

### 5月
- 5月12日 - ピウスツキらが五月革命をおこし政権を掌握
- 5月14日 - 兵庫県宝塚市に「宝塚ホテル」誕生（阪神間初の郊外型ホテル）
- 5月24日 - 十勝岳が大噴火、死者144名（1926年の十勝岳噴火）
- 5月24日 - 絲屋銀行が破綻。

### 6月
- 6月10日 - 6・10万歳運動が起こる。
- 6月12日 - 日本アマチュア無線連盟（任意団体）結成。全世界に向けて設立宣言文を広報発信。（25日の異説あり）
- 6月28日 - ダイムラー・ベンツ社設立（ダイムラー社とベンツ社が合併）
- 三木清「パスカルに於ける人間の研究」発表

### 7月
- 7月1日 - 蔣介石が国民革命軍を率いて北伐を開始（第一次北伐）
- 7月1日 - 治安警察法第17条の廃止、小作調停法・労働争議調停法の施行により労働者・農民の団結権と争議権が制限付きながら認められる。
- 7月23日 - ポアンカレ国民連合内閣が成立する。

### 8月
- 8月2日 - ローチュス号事件
- 8月6日 - 日本放送協会設立
- 8月10日 - ボルボ社設立
- 8月20日 - 鬼熊事件
- 8月26日 - イタリアのサッカークラブ「フィオレンティーナ」が発足。
- カール・コルシュ「マルクス主義と哲学」邦訳
- 不明 - 集英社が設立

### 9月
- 9月3日 - 量子力学の基礎方程式としてシュレーディンガーの波動方程式が確立
- 9月5日 - 万県事件、イギリス軍による中国への砲撃事件。
- 9月8日 - ドイツが国際連盟に加入し、常任理事国となる。
- 9月13日 - 明治製菓が「明治ミルクチョコレート」を発売。
- 9月15日 - 豊島園が「練馬城址 豊島園」の名称で部分開園。
- 9月17日 - 福島県女子師範学校遭難事故
- 9月23日 - 山陽本線特急列車脱線事故がおこる。

### 10月
- 10月1日 - 郵便年金開始
- 10月1日 - 朝鮮総督府庁舎完成
- 10月5日 - 新交響楽団（後のNHK交響楽団）結成
- 10月19日 - イギリス帝国会議がロンドンで開催され、イギリス本国と自治領の地位は平等とされる。
- 10月22日 - 明治神宮外苑竣功奉献式

### 11月
- 11月2日 - ドレスメーカー女学院（後の杉野学園）設立
- 11月12日 - 日本海海戦の旗艦「三笠」保存記念式
- 11月12日 - 福岡連隊差別事件への抗議運動をしていた全国水平社幹部が一斉検挙
- 11月15日 - NBCがラジオ・ネットワーク放送開始
- 11月18日 - 豊田佐吉が現在のトヨタ自動車の母体である豊田自動織機製作所を設立
- 11月30日 - 日本ラグビー蹴球協会（現・日本ラグビーフットボール協会）が設立[2][3]。

### 12月
- 12月3日 - 改造社が『現代日本文学全集』を刊行（円本時代到来）
- 12月3日 - アガサ・クリスティ失踪事件（14日に発見）
- 12月17日 - リトアニアでクーデターが起き、アンタナス・スメトナが権力を掌握。
- 12月18日 - 阪急今津線が全通。西宮北口駅に平面交差が生じる（1984年廃止）。
- 12月24日 - 第52議会召集
- 12月25日 - 大正天皇崩御。摂政皇太子裕仁親王が践祚する（第124代天皇）。昭和（1926年-1989年）と改元（この日から年末まで昭和元年）[4]。
- 12月25日 - 浜松高等工業学校の高柳健次郎、電子式テレビ受像機（ブラウン管式）を開発。
- 12月25日 - 光文事件。
- 12月26日 - 高野山金堂火災（国宝など焼失）
- 12月28日 - 昭和天皇が西園寺公望に「元老として補弼せよ」と勅語を下す。
- 12月31日 - 東京市の市電・省線が終夜運転を行う。
- アメリカ合衆国がニカラグアに干渉
- ロッキード航空機会社設立（社名変更）

### 日付不詳
- エーベルがインスリンの結晶化に成功
- ニュージーランドで家族手当が制度化される。
- 今の北海道千歳市に着陸場（現在の新千歳空港の前身）が出来る。

## 周年
以下に、過去の主な出来事からの区切りの良い年数（周年）を記す。
- 4月1日 - 田端駅開業30周年。
- 7月15日 - ボーイング社（米ワシントン州シアトル）創業10周年。

## 芸術・文化・ファッション
1926年の音楽
- ルイ・アームストロング『ヒービー・ジービーズ』

1926年の文学
- ルイ・アラゴン「パリの農夫」
- 川端康成『伊豆の踊子』
- アガサ・クリスティ『アクロイド殺人事件』
- アラン・アレクサンダー・ミルン『クマのプーさん』
- アーネスト・ヘミングウェイ『日はまた昇る』
- 葉山嘉樹『セメント樽の中の手紙』

## 誕生

### 1月
- 1月1日 - 杉山悟、元プロ野球選手（+ 2009年）
- 1月1日 - 小林経旺、元プロ野球選手 （+ 没年不詳）
- 1月1日 - 千原雅生、元プロ野球選手（+ 没年不詳）
- 1月1日 - 前登志夫、歌人（+ 2008年）
- 1月1日 - 早乙女貢、作家（+ 2008年）
- 1月2日 - 天本英世、俳優（+ 2003年）
- 1月2日 - 長江録弥、彫刻家（+ 2005年）
- 1月2日 - 今泉勝義、プロ野球選手（+ 2009年）
- 1月2日 - 堀内一市、俳優
- 1月3日 - ジョージ・マーティン、音楽プロデューサー（+ 2016年）
- 1月3日 - 中平康、映画監督（+ 1978年）
- 1月5日 - 長岡鉄男、オーディオ評論家（+ 2000年）
- 1月6日 - 立原正秋、小説家・随筆家（+ 1980年）
- 1月7日 - 須本憲一、プロ野球選手（+ 1968年）
- 1月8日 - 森英恵、ファッションデザイナー（+ 2022年）
- 1月9日 - 根本嘉也、俳優・声優（+ 2004年）
- 1月10日 - 竹入義勝、政治家（+ 2023年）
- 1月10日 - 北村正利、天文学者（+ 2012年）
- 1月10日 - 西村望、小説家（+ 2022年）
- 1月10日 - いいだもも、作家・評論家（+ 2011年）
- 1月10日 - 織井茂子、歌手（+ 1996年）
- 1月10日 - 森亘、病理学者（+ 2012年）
- 1月12日 - 三浦朱門、小説家（+ 2017年）
- 1月12日 - 中川豊、茶人
- 1月13日 - マイケル・ボンド、児童文学作家（+ 2017年[5]）
- 1月14日 - マハシュウェタ・デビ（+ 2016年）
- 1月16日 - 今日規汰代（今喜多代）、漫才師（+ 2011年）
- 1月18日 - ロイ・キヨオカ、写真家・詩人・芸術家（+ 1994年）
- 1月19日 - 巖本真理、ヴァイオリニスト（+ 1979年）
- 1月20日 - ヴィタリー・ウォロトニコフ、政治家（+ 2012年）
- 1月20日 - デイヴィッド・チューダー、ピアニスト・作曲家（+ 1996年）
- 1月25日 - 樋口廣太郎、実業家、アサヒビール社長（+ 2012年）
- 1月26日 - 千葉順二、声優（+ 1988年）
- 1月27日 - 佐竹明夫、俳優（+ 2009年）
- 1月29日 - 赤屋敷信一、政治家（+ 2020年）
- 1月30日 - 駒田桂二、元プロ野球選手（+ 2012年）

### 2月
- 2月1日 - 榊莫山、書道家（+ 2010年）
- 2月2日 - ヴァレリー・ジスカール・デスタン、フランス第五共和政第3代大統領 (+ 2020年)
- 2月3日 - 高橋二三、日本の脚本家（+ 2015年）
- 2月5日 - 四條秀子、元宝塚歌劇団専科の娘役（+ 1986年）
- 2月7日 - 津島恵子、女優（+ 2012年[6]）
- 2月11日 - ポール・ボキューズ、フランス料理のシェフ (+ 2018年[7])
- 2月11日 - レスリー・ニールセン、カナダ出身の俳優（+ 2010年）
- 2月12日 - 久喜勲、元プロ野球選手（+ 1993年）
- 2月15日 - 松谷みよ子、児童文学作家(+ 2015年)
- 2月16日 - ジョン・シュレシンジャー、映画監督（+ 2003年）
- 2月16日 - 大沢紀三男、プロ野球選手（+ 2003年）
- 2月19日 - クルターグ・ジェルジュ、作曲家・ピアニスト
- 2月20日 - リチャード・マシスン、小説家（+ 2013年）
- 2月23日 - 中田勝、漢学者（+ 2015年）
- 2月25日 - 多湖輝、心理学者・千葉大学名誉教授（+ 2016年）
- 2月26日 - 武内つなよし、漫画家（+ 1987年）
- 2月27日 - デイヴィッド・ヒューベル、神経生理学者   (+2013年)
- 2月28日 - 菅井きん、女優（+ 2018年[8][9]）

### 3月
- 3月2日 - ジョージ・P・L・ウォーカー、地質学者・火山学者（+ 2005年）
- 3月3日 - 今泉正隆、元警視総監（+ 2022年）
- 3月4日 - 遠藤幸吉、元柔道家・プロレスラー
- 3月5日 - 江崎正義、プロ野球選手
- 3月6日 - アンジェイ・ワイダ、映画監督（+ 2016年）
- 3月8日 - 笠井智一、元海軍軍人（+ 2021年）
- 3月9日 - ジャック・スマイト、映画監督（+ 2003年）
- 3月9日 - 松尾敏男、日本画家（+ 2016年）
- 3月10日 - 瀬戸わんや、漫才師（獅子てんや・瀬戸わんや）（+ 1993年）
- 3月12日 - ジョージ・クリストファー・ウィリアムズ、生物学者（+ 2010年）
- 3月13日 - 藤田田、日本マクドナルド創業者（+ 2004年）
- 3月14日 - 菅原謙次、俳優（+ 1999年）
- 3月15日 - 坂本文次郎、元プロ野球選手（+ 1994年）
- 3月15日 - 若井恒雄、元東京三菱銀行会長 (+ 2021年)
- 3月16日 - 辻久子、ヴァイオリニスト (+ 2021年)
- 3月20日 - 安野光雅、画家・絵本作家 (+ 2020年)
- 3月20日 - 桜井センリ、ミュージシャン・コメディアン（+ 2012年）
- 3月22日 - 野口渉、プロ野球選手（+ 没年不詳）
- 3月23日 - ジョニー・ローガン、野球選手 (遊撃手)（+ 2013年）
- 3月24日 - ダリオ・フォ、劇作家・演出家・俳優・舞台美術家（+ 2016年[10]）
- 3月25日 - デレク・ビッカートン、言語学者 (+ 2018年)
- 3月25日 - 井上嘉弘、プロ野球選手（+ 没年不詳）
- 3月27日 - 梶山静六、政治家（+ 2000年）
- 3月30日 - 中条静夫、俳優（+ 1994年）
- 3月31日 - 加古里子、児童文学作家（+ 2018年）

### 4月
- 4月1日 - 升味準之輔、政治学者（+ 2010年）
- 4月2日 - ジャック・ブラバム、F1レーサー（+ 2014年）
- 4月3日 - 加藤寛、経済学者（+ 2013年）
- 4月4日 - リシャルト・バクスト、ピアニスト（+ 1999年）
- 4月5日 - 宝山省二、元プロ野球選手 （+ 没年不詳）
- 4月5日 - ロジャー・コーマン、映画プロデューサー・映画監督 （+ 2024年）
- 4月7日 - 麻生美代子、声優・女優（+ 2018年）
- 4月8日 - 小泉一、撮影監督
- 4月8日 - 戸部新十郎、小説家（+ 2003年）
- 4月10日 - 大林辰蔵、宇宙物理学者（+ 1992年）
- 4月13日 - 宮尾登美子、小説家（+ 2014年）
- 4月14日 - 宮井勝成、アマチュア野球指導者 (+ 2020年)
- 4月14日 - 亀高素吉、実業家、神戸製鋼所社長（+ 2012年）
- 4月17日 - 小川宏、フリーアナウンサー・司会者、元NHKアナウンサー（+ 2016年[11]）
- 4月20日 - 杉村隆、基礎医学研究者 (+ 2020年)
- 4月20日 - 松田博明、アマチュア野球指導者（+ 2003年）
- 4月21日 - エリザベス2世、イギリス女王 (+ 2022年)
- 4月21日 - 山崎善平、元プロ野球選手（+ 2005年）
- 4月24日 - 中村徳次郎、元プロ野球選手（+ 没年不詳）
- 4月24日 - 三好寿、海洋学者
- 4月27日 - ティム・ラヘイ、牧師 (+ 2016年)
- 4月29日 - ポール・バラン、計算機科学者（+ 2011年）
- 4月30日 - 河野多恵子、小説家（+ 2015年）

### 5月
- 5月1日 - 大平茂、プロ野球選手
- 5月5日 - 市村美津子、元子役・女優（+ 没年不明）
- 5月8日 - デイビッド・アッテンボロー、動物学者・プロデューサー
- 5月9日 - 伊谷純一郎、生態学者・人類学者（+ 2001年）
- 5月10日 - 三重野栄子、政治家（+ 2013年[12]）
- 5月12日 - ジェームズ・コールマン、社会学者（+ 1995年）
- 5月12日 - 梶哲也、声優（+ 2005年）
- 5月15日 - ピーター・シェーファー、劇作家（+ 2016年）
- 5月15日 - アンソニー・シェーファー、作家（+ 2001年）
- 5月15日 - 井上光晴、小説家（+ 1992年）
- 5月17日 - 飯沼慧、俳優・声優（+ 2011年）
- 5月17日 - 氏家齊一郎、日本テレビ放送網会長（+ 2011年）
- 5月17日 - 滝沢菊太郎、経済学者・名古屋大学名誉教授（+ 2002年）
- 5月19日 - 沢島忠、映画監督・舞台演出家（+ 2018年[13]）
- 5月19日 - 大川功、株式会社CSK創業者（+ 2001年）
- 5月21日 - ケイ・ケンドール、女優（+ 1959年）
- 5月21日 - 中北千枝子、女優（+ 2005年）
- 5月24日 - 安藤昇、俳優（+ 2015年）
- 5月26日 - マイルス・デイヴィス、ジャズトランペッター（+ 1991年）
- 5月29日 - アブドゥライ・ワッド、セネガル第3代大統領
- 5月29日 - 宮沢澄也、元プロ野球選手（+ 没年不明）
- 5月30日 - 渡邉恒雄、読売新聞グループ本社会長（+ 2024年）
- 5月31日 - 土屋義彦、政治家（+ 2008年）

### 6月
- 6月1日 - マリリン・モンロー、女優（+ 1962年）
- 6月2日 - 千代の山雅信、大相撲第41代横綱（+ 1977年）
- 6月3日 - アレン・ギンズバーグ、詩人（+ 1997年）
- 6月3日 - 小田切茂造、プロ野球選手
- 6月6日 - クラウス・テンシュテット、指揮者（+ 1998年）
- 6月6日 - トルステン・アンデルソン、画家（+ 2009年）
- 6月8日 - フレッド・カップス、奇術師（+ 1980年）
- 6月9日 - ハッピー・ロックフェラー、アメリカ合衆国のセカンドレディ（+ 2015年）
- 6月12日 - 茨木のり子、詩人（+ 2006年）
- 6月14日 - ドン・ニューカム、野球選手 (投手、外野手) (+ 2019年)
- 6月15日 - 萱野茂、アイヌ人初の国会議員（+ 2006年）
- 6月16日 - 内藤武敏、俳優・ナレーター（+ 2012年）
- 6月19日 - 大内山平吉、大相撲の力士・元大関（+ 1985年）
- 6月21日 - コンラッド・L・ホール、撮影監督（+ 2003年）
- 6月21日 - 相沢忠洋、考古学者（+ 1989年）
- 6月23日 - 榎本和平、元自由民主党衆議院議員（+ 2006年）
- 6月24日 - 潮田健次郎、実業家、トステムの創業者（+ 2011年）
- 6月25日 - ブライアン・R・ウィルソン、社会学者（+ 2004年）
- 6月28日 - メル・ブルックス、映画監督
- 6月29日 - ジャービル・アル＝アフマド・アッ＝サバーハ、クウェートのアミール（+ 2006年）
- 6月30日 - ポール・バーグ、化学者（+ 2023年）
- 6月30日 - ニコライ・ザテエフ、ソビエト連邦海軍軍人 （+1998年）

### 7月
- 7月1日 - ロバート・フォーゲル、経済学者（+ 2013年）
- 7月1日 - ハンス・ヴェルナー・ヘンツェ、作曲家（+ 2012年）
- 7月4日 - アルフレッド・ディ・ステファノ、元サッカー選手（+ 2014年）
- 7月8日 - エリザベス・キューブラー＝ロス、精神科医（+ 2004年）
- 7月9日 - ベン・ロイ・モッテルソン、物理学者（+ 2022年）
- 7月12日 - シティ・ハスマ、マレーシア首相夫人、マハティール・ビン・モハマドの妻
- 7月14日 - ウォーリス・ディーステルマイヤー、フィギュアスケート選手（+ 1999年）
- 7月14日 - 水木かおる、作詞家（+ 1998年）
- 7月15日 - レオポルド・ガルチェリ、アルゼンチン大統領（+ 2003年）
- 7月15日 - 香山彬子、児童文学作家（+ 1999年）
- 7月15日 - 竹元勝雄、元プロ野球選手（+ 2006年）
- 7月16日 - アーウィン・ローズ、生物学者（+ 2015年）
- 7月18日 - ジョシュア・フィッシュマン、社会言語学者 (+ 2015年)
- 7月20日 - 黒尾重明、元プロ野球選手（+ 1974年）
- 7月25日 - 奥野健男、文芸評論家・化学技術者（+ 1997年）
- 7月25日 - ホワイティ・ロックマン、野球選手 (外野手)、監督（+ 2009年）
- 7月27日 - 重森弘淹、評論家（+ 1992年）
- 7月28日 - 木庭教、元プロ野球選手（+ 2008年）
- 7月29日 - 中村晋也、彫刻家

### 8月
- 8月8日 - 畑中時雄、プロ野球選手（+ 1995年）
- 8月9日 - 正橋正一、元富山市長（+ 2006年）
- 8月10日 - 京山幸枝若、浪曲師（+ 1991年）
- 8月12日 - 小泉博、俳優（+ 2015年）
- 8月13日 - フィデル・カストロ、革命家、政治家、元キューバ最高指導者（+ 2016年[14]）
- 8月13日 - ノリス・ボーデン、フィギュアスケート選手（+ 1991年）
- 8月15日 - ジュリアス・カッチェン、ピアニスト（+ 1969年）
- 8月15日 - 水野忠彦、プロ野球選手（+ 1998年）
- 8月16日 - 杉山とく子、女優（+ 2014年）
- 8月17日 - 江沢民、元中国共産党中央委員会総書記・第5代中華人民共和国主席（+ 2022年）
- 8月18日 - 青木龍山、陶芸家（+ 2008年）
- 8月19日 - 東千代之介、俳優（+ 2000年）
- 8月20日 - 中野道義、プロ野球選手（+ 1996年）
- 8月27日 - クリステン・ニガード、計算機科学者（+ 2002年）
- 8月27日 - 山岡久乃、女優（+ 1999年）
- 8月30日 - 松川博爾、プロ野球選手（+ 2007年）

### 9月
- 9月1日 - 一龍齋貞鳳、講談師（+ 2016年）
- 9月1日 - フランコ・グッリ、ヴァイオリニスト（+ 2001年）
- 9月1日 - 石井ふく子、テレビプロデューサー・舞台演出家
- 9月4日 - イヴァン・イリイチ、社会評論家（+ 2002年）
- 9月6日 - 星新一、作家（+ 1997年）
- 9月12日 - 西澤潤一、半導体工学者（+ 2018年[15]）
- 9月15日 - 今村昌平、映画監督（+ 2006年）
- 9月15日 - ジャン＝ピエール・セール、数学者
- 9月19日 - 小柴昌俊、宇宙物理学者 (+ 2020年)
- 9月19日 - デューク・スナイダー、野球選手 (外野手)、アメリカ野球殿堂（+ 2011年）
- 9月21日 - 田中明夫、俳優（+ 2003年）
- 9月23日 - ジョン・コルトレーン、ジャズサックス奏者（+ 1967年）
- 9月25日 - 南道郎、俳優（+ 2007年）
- 9月26日 - ジュリー・ロンドン、女優、歌手（+ 2000年）
- 9月30日 - ロビン・ロバーツ、野球選手 (投手)、アメリカ野球殿堂（+ 2010年）

### 10月
- 10月4日 - 西島和彦 (物理学者)、物理学者（+ 2009年）
- 10月4日 - 三和完児、タレント、作詞・作曲家、音楽評論家
- 10月6日 - 桂小金治、落語家・俳優・タレント（+ 2014年）
- 10月12日 - 松本英彦、テナーサックス奏者（+ 2000年）
- 10月13日 - 寺田雷太、プロ野球選手 （+ 没年不明）
- 10月13日 - エディ・ヨスト、野球選手 (三塁手)（+ 2012年）
- 10月14日 - 田丸仁、元プロ野球監督（+ 1993年）
- 10月15日 - ミシェル・フーコー、思想家（+ 1984年）
- 10月15日 - カール・リヒター、指揮者、オルガン・チェンバロ奏者（+ 1981年）
- 10月15日 - エド・マクベイン、作家（+ 2005年）
- 10月18日 - チャック・ベリー、ミュージシャン（+ 2017年[16]）
- 10月18日 - クラウス・キンスキー、俳優（+ 1991年）
- 10月18日 - 貝塚爽平、地形学者（+ 1998年）[17]
- 10月25日 - ガリーナ・ヴィシネフスカヤ、ソプラノ歌手（+ 2012年）
- 10月26日 - 滝田政治、元プロ野球選手（+ 没年不明）
- 10月28日 - ボウイ・キューン、メジャーリーグベースボール第5代コミッショナー（+ 2007年）
- 10月31日 - ナリンダー・シン・カパニー、物理学者（+ 2020年）

### 11月
- 11月3日 - 山口瞳、小説家・コピーライター・エッセイスト（+ 1995年）
- 11月4日 - 小松方正、俳優・声優（+ 2003年）
- 11月5日 - 祖父江孝男、文化人類学者（+ 2012年）
- 11月9日 - 鈴木孝夫、言語学者・評論家 (+ 2021年)
- 11月14日 - 武智文雄、元プロ野球選手（+ 2013年）
- 11月14日 - 関本忠弘、実業家・技術者（+ 2007年）
- 11月16日 - 荒巻淳、元プロ野球選手（+ 1971年）
- 11月17日 - ケーケシ・アンドレア、フィギュアスケート選手
- 11月20日 - 赤羽賢司、天文学者(+ 2015年)
- 11月20日 - 根本陸夫、元プロ野球選手（+ 1999年）
- 11月25日 - ポール・アンダースン、SF作家（+ 2001年）
- 11月25日 - テリー・キルバーン、イギリス出身の子役
- 11月25日 - 浜田義雄、元プロ野球選手（+ 2012年）
- 11月25日 - 鈴木生朗、脚本家（+ 2014年）
- 11月28日 - 原田清、元プロ野球選手
- 11月30日 - 中根千枝、社会人類学者 (+ 2021年)

### 12月
- 12月1日 - 谷洋一、政治家（+ 2011年）
- 12月1日 - 八波むと志、コメディアン・俳優（+ 1964年）
- 12月3日 - 石川清逸、プロ野球選手
- 12月9日 - 宮脇俊三、紀行作家（+ 2003年）
- 12月9日 - 佐田啓二、俳優（+ 1964年）
- 12月26日 - 藤森昭一、内閣官房副長官、昭和天皇崩御時の宮内庁長官、のち日本赤十字社社長（+ 2016年）
- 12月28日 - 篠原正記、俳優・スーツアクター (+ 2018年)

### 不明
- 北島新平、挿絵画家（+ 2021年）
- 牧原純、日本の翻訳家、チェーホフ研究家（+ 2015年）
- 森本忠夫、日本の実業家、文筆家（+ 2015年）
- タ・モク、カンボジアの軍人、政治家 (+ 2006年)

## 死去

### 1月
- 1月4日 - マルゲリータ、イタリア王ウンベルト1世の妃（* 1851年）
- 1月10日 - 跡見花蹊、教育者、跡見女学校の創設者（* 1840年）
- 1月15日 - 小栗風葉、小説家（* 1875年）
- 1月21日 - カミッロ・ゴルジ、医学者（* 1843年）
- 1月28日 - 三浦梧楼、日本の駐朝鮮公使・枢密顧問官（* 1847年）
- 1月28日 - 加藤高明、外交官・第24代内閣総理大臣（* 1860年）
- 1月29日 - 古今亭志ん生 (4代目)、落語家（* 1877年）
- 1月31日 - ルー・バイアーバウアー、メジャーリーガー（* 1865年）

### 2月
- 2月1日 - 石橋忍月、文芸評論家（* 1865年）
- 2月8日 - ウィリアム・ベイトソン、遺伝学者（* 1861年）
- 2月12日 - 李完用、大韓帝国首相（* 1856年）
- 2月13日 - フランシス・イシドロ・エッジワース、経済学者（* 1845年）
- 2月14日 - 大木遠吉、司法大臣・鉄道大臣（* 1871年）
- 2月20日 - 内藤鳴雪、松山藩士・俳人（* 1845年）
- 2月21日 - ヘイケ・カメルリング・オネス、物理学者（* 1853年）
- 2月24日 - エディ・プランク、メジャーリーグベースボール選手（* 1875年）
- 2月25日 - オットー・ヘス、メジャーリーガー（* 1878年）
- 2月28日 - アルフォンス・ボレリー、天文学者（* 1842年）

### 3月
- 3月2日 - 住友友純、実業家（* 1868年）
- 3月3日 - ユリウス・エプシュタイン、ピアニスト（* 1832年）
- 3月9日 - 臼井甕男、民間療法「臼井靈氣療法」の肇祖（* 1865年）
- 3月17日 - アレクセイ・ブルシーロフ、ロシア帝国の騎兵大将（* 1853年）
- 3月19日 - ビル・ハッチソン、メジャーリーガー（* 1859年）
- 3月20日 - ロヴィーサ・アヴ・スヴェーリエ、デンマーク王フレゼリク8世の妃（* 1851年）
- 3月26日 - コンスタンティン・フェーレンバッハ、第4代ドイツ国首相（* 1852年）
- 3月27日 - 島木赤彦、歌人（* 1876年）
- 3月28日 - ルイ・フィリップ・ロベール (オルレアン公)、フランスの王位請求者（* 1869年）

### 4月
- 4月7日 - 尾崎放哉、俳人（* 1885年）
- 4月7日 - 穂積陳重、法学者（* 1856年）
- 4月9日 - 渋川玄耳、ジャーナリスト（* 1872年）
- 4月10日 - 武田仰天子、小説家（* 1854年）
- 4月11日 - ルーサー・バーバンク、植物学者（* 1849年）
- 4月25日 - 純宗、日韓併合時の大韓帝国皇帝（* 1874年）
- 4月27日 - チャーリー・アッベイ、メジャーリーグベースボール選手（* 1866年）

### 5月
- 5月3日 - クヌート・ヴィクセル[18]、経済学者（* 1851年）
- 5月3日 - ナポレオン・ヴィクトル・ボナパルト、フランスの帝位請求者（* 1862年）
- 5月3日 - 三遊亭金馬 (2代目)、落語家（* 1868年）
- 5月16日 - メフメト6世、オスマン帝国最後のスルタン（* 1861年）
- 5月25日 - シモン・ペトリューラ、ウクライナの民族主義者（* 1879年）

### 6月
- 6月9日 - サンフォード・ドール、ハワイ大統領（* 1844年）
- 6月10日 - アントニ・ガウディ、建築家（* 1852年）
- 6月14日 - メアリー・カサット、画家（* 1844年）
- 6月18日 - オルガ、ギリシャ王ゲオルギオス1世の妃（* 1851年）
- 6月21日 - フィリップ・バーン＝ジョーンズ、画家（* 1861年）
- 6月23日 - ヴィクトル・ヴァスネツォフ、画家（* 1848年）
- 6月29日 - フリードリヒ・カール・ギンツェル、天文学者（* 1850年）
- 6月29日 - 桂家残月、落語家（* 1874年）

### 7月
- 7月4日 - シャルル・ルルー、作曲家（* 1851年）
- 7月12日 - ガートルード・ベル、イラク建国の立役者として有名なイギリスの女性情報員（* 1868年）
- 7月20日 - フェリックス・ジェルジンスキー、ソビエト連邦の秘密警察創始者（* 1877年）
- 7月22日 - フリードリヒ・フォン・ヴィーザー、経済学者（* 1851年）
- 7月23日 - 金子文子、アナキスト（* 1903年）
- 7月26日 - ロバート・トッド・リンカーン、第35代アメリカ合衆国陸軍長官（* 1843年）
- 7月26日 - エラ・アダイェフスカヤ、ピアニスト・作曲家・民族音楽学研究家（* 1846年）

### 8月
- 8月1日 - イズレイル・ザングウィル、小説家（* 1864年）
- 8月20日 - カル・マクヴィー、メジャーリーガー（* 1849年）
- 8月23日 - ルドルフ・バレンチノ、俳優（* 1895年）

### 9月
- 9月5日 - カール・ハラー、ドイツ労働者党（後の国家社会主義ドイツ労働者党）共同創設者・初代議長（* 1890年）
- 9月8日 - トーマス・栗原、映画監督（* 1885年）
- 9月11日 - 尾上松之助、俳優（* 1875年）
- 9月13日 - 早速整爾、大蔵大臣・農林大臣（* 1868年）
- 9月14日 - ジョン・ドレイヤー、天文学者（* 1852年）
- 9月15日 - ルドルフ・クリストフ・オイケン、哲学者（* 1846年）

### 10月
- 10月7日 - エミール・クレペリン、精神医学者（* 1856年）
- 10月31日 - ハリー・フーディーニ、奇術師（* 1874年）

### 11月
- 11月3日 - アニー・オークレイ、射手（* 1860年）
- 11月20日 - 半井桃水、小説家（* 1861年）
- 11月26日 - ジョン・ブローニング、銃器設計者（* 1855年）
- 11月26日 - エリシュカ・クラースノホルスカー、作家（* 1847年）
- 11月28日 - 高平小五郎、外交官（* 1854年）

### 12月
- 12月5日 - クロード・モネ、画家（* 1840年）
- 12月11日 - 福栁伊三郎、大相撲力士（* 1893年）
- 12月16日 - ウィリアム・ラーンド、テニス選手（* 1872年）
- 12月23日 - 片岡市蔵 (4代目)、歌舞伎役者（* 1880年）
- 12月25日 - 大正天皇、第123代天皇（* 1879年）
- 12月29日 - ライナー・マリア・リルケ、詩人（* 1875年）
- 12月30日 - 初代海山太郎、大相撲力士（* 1854年）

## ノーベル賞
- 物理学賞 - ジャン・ペラン（フランス）
- 化学賞 - テオドール・スヴェドベリ（スウェーデン）
- 生理学・医学賞 - ヨハネス・フィビゲル（デンマーク）
- 文学賞 - グラツィア・デレッダ（イタリア）
- 平和賞 - アリスティード・ブリアン（フランス）、グスタフ・シュトレーゼマン（ドイツ）